# Kameralamt Zwiefalten
Das Kameralamt Zwiefalten war eine Einrichtung des Königreichs Württemberg, die im Amtsbezirk Besitz und Einkommen des Staates verwaltete. Es bestand von 1807 bis 1872 in Zwiefalten. Das Kameralamt wurde im Rahmen der Neuordnung der Staatsfinanzverwaltung im Königreich Württemberg geschaffen.

## Geschichte
Gemäß Verordnung vom 14. Juli 1807 wurden dem Kameralamt zur Erhebung der Einkünfte folgende Patrimonialherrschaften zugeteilt:
- Graf Normann-Ehrenfels – Amt Ehrenfels
- Fürst von Fürstenberg – Amt Hayingen
- Fürst Palm – Amt Hohengundelfingen
- von Reichlin – Amt Niedergundelfingen
- Fürst von Taxis – Amt Obermarchtal
- von Freyberg – Amt Rechtenstein mit Wilzingen
- von Speth – Amt Granheim
- von Speth – Amt Schülzburg
- von Speth – Amt Untermarchtal

Durch Verordnung vom 4. Juni 1819 hat das Kameralamt Zwiefalten vom Kameralamt Ehingen die Orte Hausen ob Munderkingen, Ober- und Unterwachingen sowie die Forstreviere Pfronstetten, Zwiefalten und Huldstetten übernommen.
Laut Verfügung vom 4. November 1836 wurden die Orte Granheim, Kirchen, Lautrach mit den Parzellen Laufenmühl, Neuburg, Reichenstein und Talheim, ferner Obermarchtal mit den Parzellen Datthausen, Luppenhofen und Mittenhausen, Rechtenstein mit Bühlhof, Untermarchtal und die Staatsdomäne Mochental an das Kameralamt Ehingen abgetreten.
Die Auflösung des Kameralamts Zwiefalten erfolgte gemäß Verfügung des Finanzministeriums vom 28. Februar 1872. Danach wurden zahlreiche Orte sowie das Forstrevier Pfronstetten von dem Kameralamt Münsingen übernommen, während die Forstreviere Pflummern und Zwiefalten an das Kameralamt Heiligkreuztal kamen.